# Spijswet
De spijswetten zijn voorschriften in de Hebreeuwse Bijbel aan de Israëlieten welke dieren deze wel mogen eten ("reine dieren") en welke niet ("onreine dieren").
Ze mogen van de landdieren bijvoorbeeld alleen herkauwende dieren met gespleten hoeven eten, en daarom geen varkensvlees; verder geen oesters en bepaald gevogelte. De spijswetten zijn onder meer te vinden in Leviticus 11, in het Hebreeuws ook wel bekend als Wajikra. De joodse versie van de spijswetten heet Kasjroet.
Orthodoxe joden hanteren deze spijswetten nog steeds. Gelovige joden, of joden die de traditie respecteren, eten daarom ook geen varkensvlees. De meeste christenen beschouwen de spijswetten op hen echter niet van toepassing. Ze beschouwen de spijswetten als ingevoerd ten tijde van onhygiënische leefomstandigheden in de woestijn, waar weinig reinigingsmiddelen zoals schoon water aanwezig waren en voedsel moeilijker gedurende langere tijd goed te houden was. Enkele religieuze groeperingen, zoals de zevendedagsadventisten en de Russische oudgelovigen, houden zich ook aan de spijswetten. 